# Flugplatz Bitterwasser

i8
i11
i13
Der Flugplatz Bitterwasser (ICAO-Code: FYBJ) ist ein (Segel-)Flugplatz in Namibia am Rande der Kalahari-Region, etwa 170 Kilometer südöstlich von Windhoek und etwa acht Kilometer nordwestlich von Hoachanas gelegen. Der Platz und das Segelflugzentrum gelten als zu den besten der Welt gehörig. Hier wurden aufgrund der guten thermischen Verhältnisse zahlreiche Weltrekorde aufgestellt.

## Geschichte
Seit 1960 ist Bitterwasser unter dem Namen Diamantenfarm bei Fliegern bekannt. Peter Kayssler, der ehemalige Besitzer der Bitterwasserfarm, war ein begeisterter Segelflieger. Mit den damaligen einfachen Flugzeugen und einer alten Winde in Form einer Trommel mit Weidezaundraht nutzte er die Thermik von Bitterwasser.
Rekorde und besondere Flugleistungen wurden seit der Zeit jeweils mit einer neu gepflanzten Palme verewigt. So entstand nach und nach eine Palmenallee, die zu den Attraktionen von Bitterwasser zählt. Einer Gruppe von begeisterten Segelfliegern vor allem aus der Schweiz und Deutschland ist es zu verdanken, dass auch nach Peter Kayssler Bitterwasser weiter existieren konnte. Mit dem Bitterwasser Lodge & Flying Centre wurde ein internationales Segelflugzentrum geschaffen.

## Bitterwasser heute

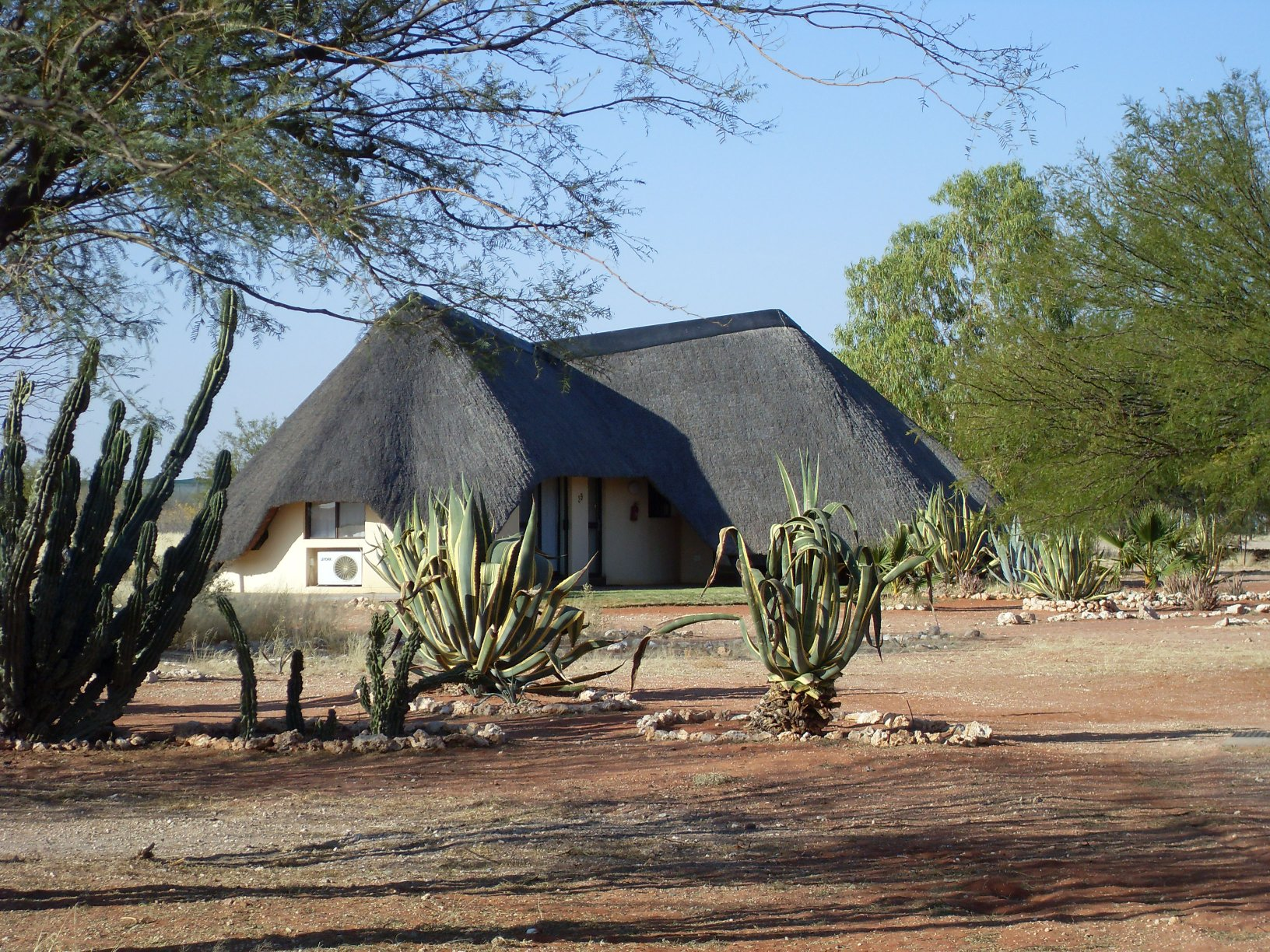
Bitterwasser Lodge

Machten ursprünglich Regen und eine aufgeweichte Start-/Landebahn (ausgetrocknete Lehmpfanne) den Flugbetrieb zeitweilig unmöglich, so wurde in den letzten Jahren mit der Piste am Nordrand der Pfanne und ihren betonierten Startstreifen dieses Problem behoben.
In den letzten Jahren wurden in der Flugsaison (November bis Januar) jeweils weltweit die größte Anzahl an Flügen über 1000 Kilometer geflogen, neben vielen Landes- und Weltrekorden.

## Zwischenfälle
Am 28. November 2010 ereignete sich ein Flugunfall, bei dem eine Person ums Leben kam.